# Ariobarzanes d'Armènia
Ariobarzanes va ser rei d'Armènia des de l'any 2 fins a l'any 4. Era fill d'Artavasdes I de Mèdia Atropatene i d'Armènia. També havia regnat a l'Armènia Sofene potser del 30 aC al 20 aC. Era germà de Iotape, l'esposa de l'efímer rei Alexandre Heli.
Revoltat el partit pro-romà d'Armènia l'any 1, el rei Tigranes IV va morir i la reina Erato va fugir, però alguns dels nobles partidaris dels parts, es van mantenir lleials a Erato, i es van aixecar sota la direcció d'Artavasdes V i va esclatar la guerra civil. August va enviar l'any 1 a Gai Cèsar, que va trobar al rei part Fraates V a la vora de l'Eufrates i els dos homes es van posar d'acord per retornar Armènia a la influència romana. L'any 2, quant els romans anaven a tornar la corona a l'antic rei Artavasdes IV (5 aC-4 aC), aquest va resultar mort en un combat, i llavors August va decidir canviar la dinastia i va donar la corona a Ariobarzanes, fill del rei Artabas o Artavasdes I d'Atropatene, d'origen mede i que va ser acceptat pels nobles gràcies a les seves bones qualitats. Ariobarzanes a més, a través del seu pare era un membre llunyà de la dinastia Artàxida ja que era descendent d'una germana del rei Artavasdes II d'Armènia que es va casar amb Mitridates I d'Atropatene. La ciutat d'Artagira, que Ariobarzanes havia convertit en la nova capital, i alguna altra que es va oposar als romans i van mantenir lleialtat a Erato o Artavasdes V, van ser sotmeses l'any 3.
Ariobarzanes va governar tant Armènia com Mèdia i Atropatene seguint les directrius dels romans, però una part important dels armenis no el reconeixia com a rei pel seu origen estranger. Va morir, se suposa que en un accident, l'any 4 i la corona va passar al seu fill, anomenat Artavasdes VI, que també va morir assassinat dos anys després.